# Meesterklasse 2003/04
In der Meesterklasse 2003/04 wurde die 81. niederländische Mannschaftsmeisterschaft im Schach ausgespielt. Niederländischer Mannschaftsmeister wurde ZZICT/De Variant Breda, der seinen neunten Titel in Folge gewann.
Zu den gemeldeten Mannschaftskader siehe Mannschaftskader der Meesterklasse 2003/04.

## Modus
Die 10 teilnehmenden Mannschaften spielten in der Vorrunde ein einfaches Rundenturnier. Die beiden Letzten stiegen in die Klasse 1 ab, die ersten Vier qualifizierten sich für das Play-off. Das Play-off wurde im K.-o.-System ausgetragen, es wurden alle vier Plätze ausgespielt.

## Spieltermine
Die Wettkämpfe der Vorrunde wurden ausgetragen am 27. September, 1. und 22. November, 13. Dezember 2003, 31. Januar, 6. und 27. März, 17. April und 9. Mai 2004. Die Play-off-Wettkämpfe fanden am 20. und 21. Mai 2004 in Enschede statt.

## Vorrunde
Schon vor der letzten Runde standen mit VastNed Rotterdam und der Hilversums Schaakgenootschap zwei Play-off-Teilnehmer fest, während der Titelverteidiger ZZICT/De Variant Breda, ING/ESGOO und die Leidsch Schaakgenootschap noch um die beiden übrigen Play-off-Plätze kämpften. Breda und ESGOO siegten in der letzten Runde und erreichten damit das Play-off. Aus der Klasse 1 war HWP Sas van Gent aufgestiegen. Dieser erreichte ebenso den Klassenerhalt wie Utrecht, die im Vorjahr eigentlich abgestiegen waren und nur durch den Aufstieg der eigenen zweiten Mannschaft in der Meesterklasse verblieben waren. Absteigen mussten SMB Nijmegen und BIS Beamer Team, die nach Mannschaftspunkte gleichauf mit dem siebten und achten Platz lagen, aber weniger Brettpunkte erreichten.

### Abschlusstabelle
| Pl.  | Verein                       | Sp | G | U | V | MP   | Brett-P.  |
| ---- | ---------------------------- | -- | - | - | - | ---- | --------- |
| 01.  | VastNed Rotterdam            | 9  | 7 | 1 | 1 | 15:3 | 57,0:33,0 |
| 02.  | Hilversums Schaakgenootschap | 9  | 7 | 1 | 1 | 15:3 | 54,0:36,0 |
| 03.  | ZZICT/De Variant Breda (M)   | 9  | 5 | 2 | 2 | 12:6 | 50,0:40,0 |
| 04.  | ING/ESGOO                    | 9  | 5 | 2 | 2 | 12:6 | 46,0:44,0 |
| 05.  | Leidsch Schaakgenootschap    | 9  | 4 | 1 | 4 | 9:9  | 44,0:46,0 |
| 06.  | Utrecht                      | 9  | 2 | 3 | 4 | 7:11 | 42,0:48,0 |
| 07.  | HWP Sas van Gent (N)         | 9  | 0 | 5 | 4 | 5:13 | 41,5:48,5 |
| 08.  | SV Zukertort Amstelveen      | 9  | 2 | 1 | 6 | 5:13 | 40,5:49,5 |
| 09.  | SMB Nijmegen                 | 9  | 2 | 1 | 6 | 5:13 | 37,5:52,5 |
| 010. | BIS Beamer Team              | 9  | 2 | 1 | 6 | 5:13 | 37,5:52,5 |

### Entscheidungen
|     | Teilnehmer am Play-off: VastNed Rotterdam, Hilversums Schaakgenootschap, ZZICT/De Variant Breda, ING/ESGOO |
|     | Absteiger in die Klasse 1: SMB Nijmegen, BIS Beamer Team                                                   |
| (M) | Meister der letzten Saison                                                                                 |
| (N) | Aufsteiger der letzten Saison                                                                              |

### Kreuztabelle
| Ergebnisse | Ergebnisse                   | 01. | 02. | 03. | 04. | 05. | 06. | 07. | 08. | 09. | 010. |
| ---------- | ---------------------------- | --- | --- | --- | --- | --- | --- | --- | --- | --- | ---- |
| 01.        | VastNed Rotterdam            |     | 7   | 4   | 5   | 8½  | 8   | 6   | 5½  | 6½  | 6½   |
| 02.        | Hilversums Schaakgenootschap | 3   |     | 5½  | 7   | 6½  | 5   | 5½  | 6½  | 7   | 8    |
| 03.        | ZZICT/De Variant Breda       | 6   | 4½  |     | 4½  | 5   | 6½  | 5   | 7   | 6   | 5½   |
| 04.        | ING/ESGOO                    | 5   | 3   | 5½  |     | 6   | 2   | 5   | 6   | 7   | 6½   |
| 05.        | Leidsch Schaakgenootschap    | 1½  | 3½  | 5   | 4   |     | 7   | 6½  | 4½  | 6½  | 5½   |
| 06.        | Utrecht                      | 2   | 5   | 3½  | 8   | 3   |     | 5   | 6   | 4½  | 5    |
| 07.        | HWP Sas van Gent             | 4   | 4½  | 5   | 5   | 3½  | 5   |     | 5   | 5   | 4½   |
| 08.        | SV Zukertort Amstelveen      | 4½  | 3½  | 3   | 4   | 5½  | 4   | 5   |     | 4½  | 6½   |
| 09.        | SMB Nijmegen                 | 3½  | 3   | 4   | 3   | 3½  | 5½  | 5   | 5½  |     | 4½   |
| 10.        | BIS Beamer Team              | 3½  | 2   | 4½  | 3½  | 4½  | 5   | 5½  | 3½  | 5½  |      |

## Play-off

### Übersicht
|  | Halbfinale                   | Halbfinale |                              |    | Finale | Finale |
|  |                              |            |                              |    |        |        |
|  | ING/ESGOO                    | 6½         |                              |    |        |        |
|  | VastNed Rotterdam            | 3½         |                              |    |        |        |
|  |                              |            |                              |    |        |        |
|  |                              |            |                              |    |        |        |
|  | ZZICT/De Variant Breda       | 8½         |                              |    |        |        |
|  |                              | ING/ESGOO  | 1½                           |    |        |        |
|  |                              |            |                              |    |        |        |
|  | 3. Platz                     |            |                              |    |        |        |
|  |                              |            | Hilversums Schaakgenootschap | 7½ |        |        |
|  | ZZICT/De Variant Breda       | 6          | VastNed Rotterdam            | 2½ |        |        |
|  | Hilversums Schaakgenootschap | 4          |                              |    |        |        |

### Halbfinale
Im Halbfinale trafen in einem Wettkampf der Vorrunde-Vierte Enschede auf den Vorrunden-Sieger Rotterdam und im anderen Wettkampf mit Hilversum und Breda der Dritte und der Zweite der Vorrunde aufeinander. In beiden Wettkämpfen siegte die Mannschaft, die in der Vorrunde schlechter platziert war.
| ING/ESGOO        | VastNed Rotterdam   | Ergebnis |
| ---------------- | ------------------- | -------- |
| Daniel Hausrath  | Jeroen Bosch        | ½:½      |
| Michael Hoffmann | Luc Winants         | ½:½      |
| Oscar Lemmers    | Roland Schmaltz     | ½:½      |
| Ramon Koster     | Fabian Döttling     | ½:½      |
| Gerhard Schebler | Dimitri Reinderman  | 0:1      |
| Michael Feygin   | Cemil Gülbaş        | 1:0      |
| Frank Kroeze     | Bruno Carlier       | 1:0      |
| Ali Bitalzadeh   | Marcel Piket        | ½:½      |
| Wouter Spoelman  | Frenk van Harreveld | 1:0      |
| Peter Bolwerk    | Gert Jan Timmerman  | 1:0      |

| ZZICT/De Variant Breda | Hilversum SG        | Ergebnis |
| ---------------------- | ------------------- | -------- |
| Loek van Wely          | Erwin l’Ami         | 1:0      |
| Erik van den Doel      | Ian Rogers          | ½:½      |
| Jan Timman             | Daniël Stellwagen   | ½:½      |
| Frans Cuijpers         | Yasser Seirawan     | 0:1      |
| Albert Blees           | Friso Nijboer       | 0:1      |
| Vladimir Chuchelov     | Ljubomir Ljubojević | 1:0      |
| John van der Wiel      | Dennis de Vreugt    | ½:½      |
| Jan Werle              | Rudy Douven         | 1:0      |
| Martin Martens         | Henk Vedder         | ½:½      |
| Jop Delemarre          | Leon Pliester       | 1:0      |

### Finale und Spiel um Platz 3
Am Finaltag fielen klare Entscheidungen. Breda verteidigte seinen Titel mit einem 8½:1½, Hilversum gewann den dritten Platz durch ein 7½:2½.
| ZZICT/De Variant Breda | ING/ESGOO        | Ergebnis |
| ---------------------- | ---------------- | -------- |
| Loek van Wely          | Oscar Lemmers    | 1:0      |
| Vladimir Chuchelov     | Ramon Koster     | 1:0      |
| Erik van den Doel      | Daniel Hausrath  | 1:0      |
| Jan Timman             | Michael Feygin   | ½:½      |
| John van der Wiel      | Frank Kroeze     | ½:½      |
| Joost Hoogendoorn      | Michael Hoffmann | 1:0      |
| Jan Werle              | Wouter Spoelman  | 1:0      |
| Jop Delemarre          | Peter Bolwerk    | 1:0      |
| Frans Cuijpers         | Gerhard Schebler | 1:0      |
| Albert Blees           | Ali Bitalzadeh   | ½:½      |

| Hilversum SG        | VastNed Rotterdam   | Ergebnis |
| ------------------- | ------------------- | -------- |
| Ljubomir Ljubojević | Luc Winants         | ½:½      |
| Yasser Seirawan     | Roland Schmaltz     | 1:0      |
| Erwin l’Ami         | Fabian Döttling     | ½:½      |
| Ian Rogers          | Jeroen Bosch        | ½:½      |
| Daniël Stellwagen   | Marcel Piket        | 1:0      |
| Dennis de Vreugt    | Dimitri Reinderman  | ½:½      |
| Friso Nijboer       | Gert Jan Timmerman  | 1:0      |
| Henk Vedder         | Bruno Carlier       | 1:0      |
| Leon Pliester       | Cemil Gülbaş        | 1:0      |
| Rudy Douven         | Frenk van Harreveld | ½:½      |

### Entscheidungen
|  | Niederländischer Mannschaftsmeister: ZZICT/De Variant Breda |

## Die Meistermannschaft
| 1.            | ZZICT/De Variant Breda |
| Schachfiguren | Loek van Wely, Erik van den Doel, Jan Timman, Sergej Movsesjan, Vladimir Chuchelov, John van der Wiel, Frans Cuijpers, Jop Delemarre, Marinus Kuijf, Martin Martens, Jan Werle, Albert Blees, Theo Hommeles, Joost Hoogendoorn, Sebastian Siebrecht, Michel de Wit, Isabel Werner, Natalia Kisseljewa, Rex van Dijken, Henk Verstappen, Robert Klomp. |